# Acidoxanthopius karubakaensis
Acidoxanthopius karubakaensis är en stekelart som först beskrevs av Fischer 1971.  Acidoxanthopius karubakaensis ingår i släktet Acidoxanthopius och familjen bracksteklar. Inga underarter finns listade i Catalogue of Life.